# Prealpi italiane

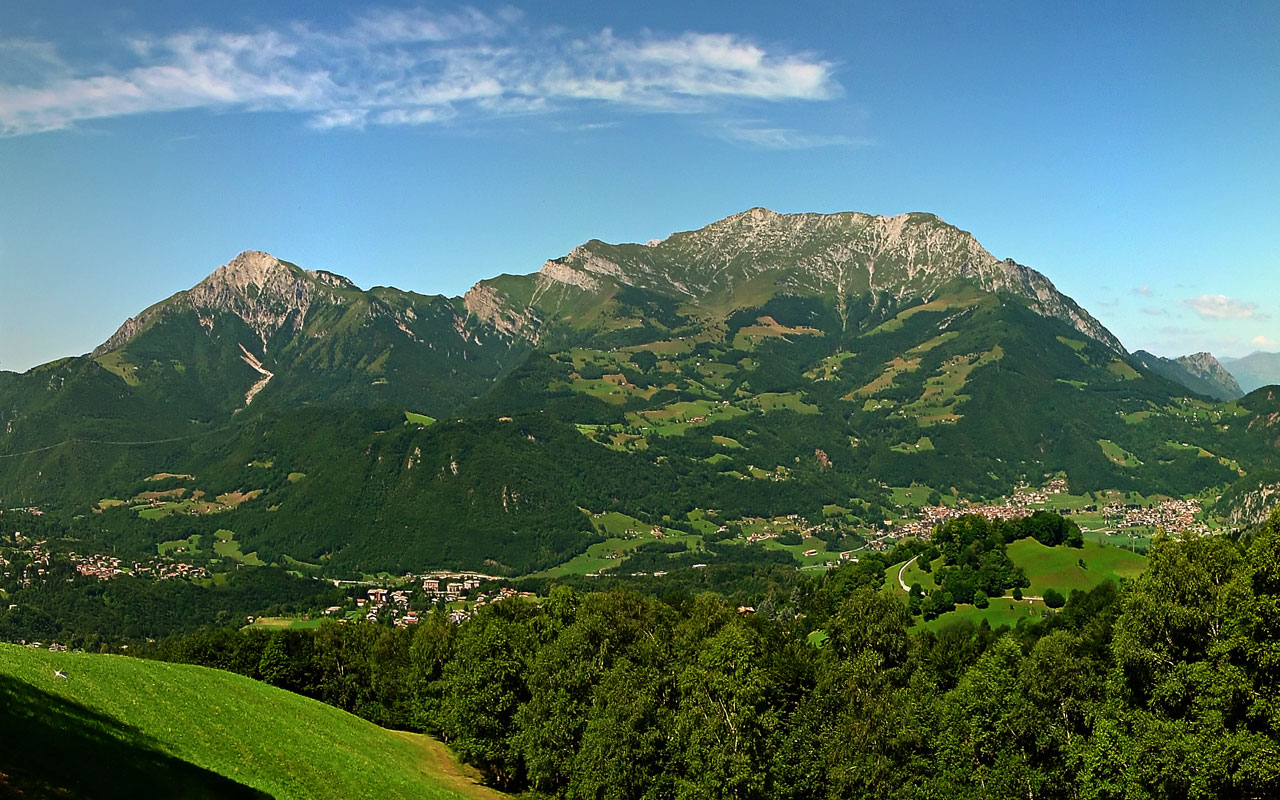
Le Grigne rappresentano un importante gruppo montuoso prealpino

Il termine Prealpi italiane è riferito alla fascia di rilievi montuosi italiani a sud della catena principale delle Alpi, che forma una sorta di collegamento fra i rilievi alpini principali e la pianura padana. La classificazione delle Prealpi è alquanto varia e non universalmente riconosciuta.

## Caratteristiche
I rilievi prealpini differiscono da quelli posti lungo la catena principale delle Alpi in molti fattori. Primo tra tutti, la quota: le Prealpi non raggiungono grandi altezze (inferiore ai 3000m), da cui deriva la quasi totale assenza di ghiacciai.
Gran parte delle Prealpi è geologicamente più recente delle Alpi in senso stretto, e vi predominano le rocce carbonatiche, tra cui calcari e, in minori proporzioni, dolomie. Le montagne costituite da rocce calcaree o dolomitiche si presentano aspre ed impervie, con pareti talvolta verticali (le Grigne e il Pizzo della Presolana, nelle Prealpi lombarde, ne sono due esempi significativi).

## Classificazione

### Classificazione tradizionale
Secondo la geografia tradizionale italiana, le Prealpi iniziano ad est del Lago Maggiore e terminano nell'altopiano del Carso; le Alpi biellesi (un tempo identificate erroneamente come prealpi), poste ad ovest rispetto al Verbano, sono considerate parte delle Alpi Pennine. Il Lago di Garda divide le Prealpi lombarde, a ovest, dalle Prealpi Venete, a est.
Le Prealpi lombarde comprendono le montagne che dominano i grandi laghi (talvolta soprannominati "laghi prealpini"), le Prealpi Varesine, il Triangolo Lariano (ossia il territorio compreso tra i due rami del Lago di Como), le Prealpi Orobiche e le Prealpi Bresciane. I limiti settentrionali della fascia prealpina sono determinati principalmente da significative variazioni in termini geologici, come per esempio la composizione delle rocce e la morfologia dei rilievi, nonché la quota da essi raggiunta.

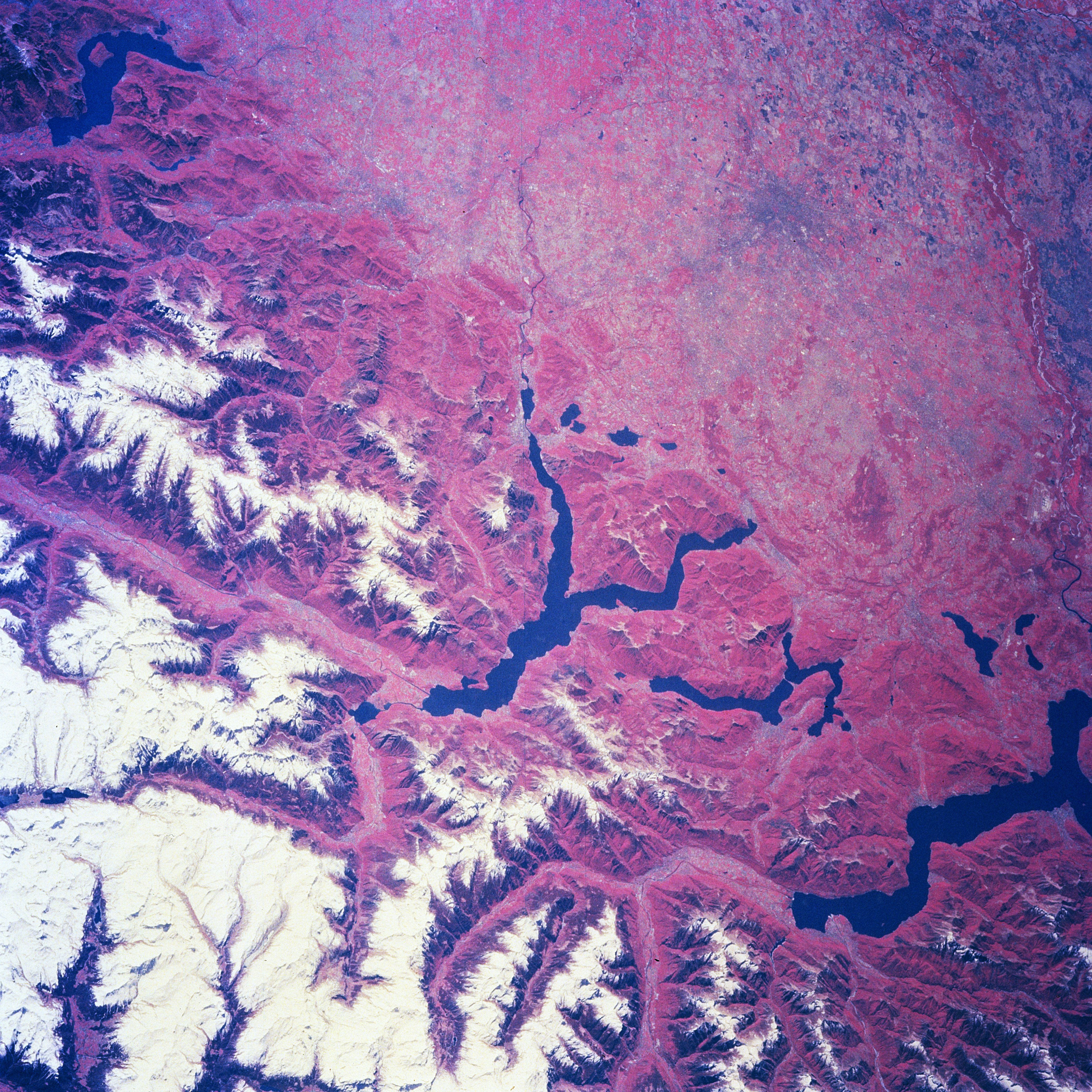
Un'immagine della Lombardia da satellite. In evidenza il solco della Valtellina che separa la catena alpina principale dalle Prealpi lombarde.

Le Prealpi Venete comprendono il gruppo del Monte Baldo, i Monti Lessini, le Piccole Dolomiti, le montagne a sud della Valsugana, la catena posta a sud della Valbelluna che va dal Monte Grappa al Col Visentin, le Prealpi Carniche (che comprendono la vetta più elevata dell'intera catena, la Cima dei Preti di 2703 m) e, infine, le Prealpi Giulie.
In Piemonte invece le Prealpi mancano quasi del tutto; le Alpi si alzano direttamente dalla Pianura Padana, con una conseguente particolarità del paesaggio.

### Classificazione SOIUSA
La classificazione tradizionale del sistema alpino secondo la geografia italiana, formulata nel 1924 durante il IX Congresso Geografico Italiano e ufficializzata nel 1926, è stata recentemente superata dalla SOIUSA (Suddivisione Orografica Internazionale Unificata del Sistema Alpino), presentata nel 2005 e ben pubblicizzata da alcune riviste specialistiche.

Tale nuova suddivisione, riconosciuta anche in ambito internazionale, assegna una diversa estensione, diversi limiti e una nuova ripartizione interna anche alle Prealpi.

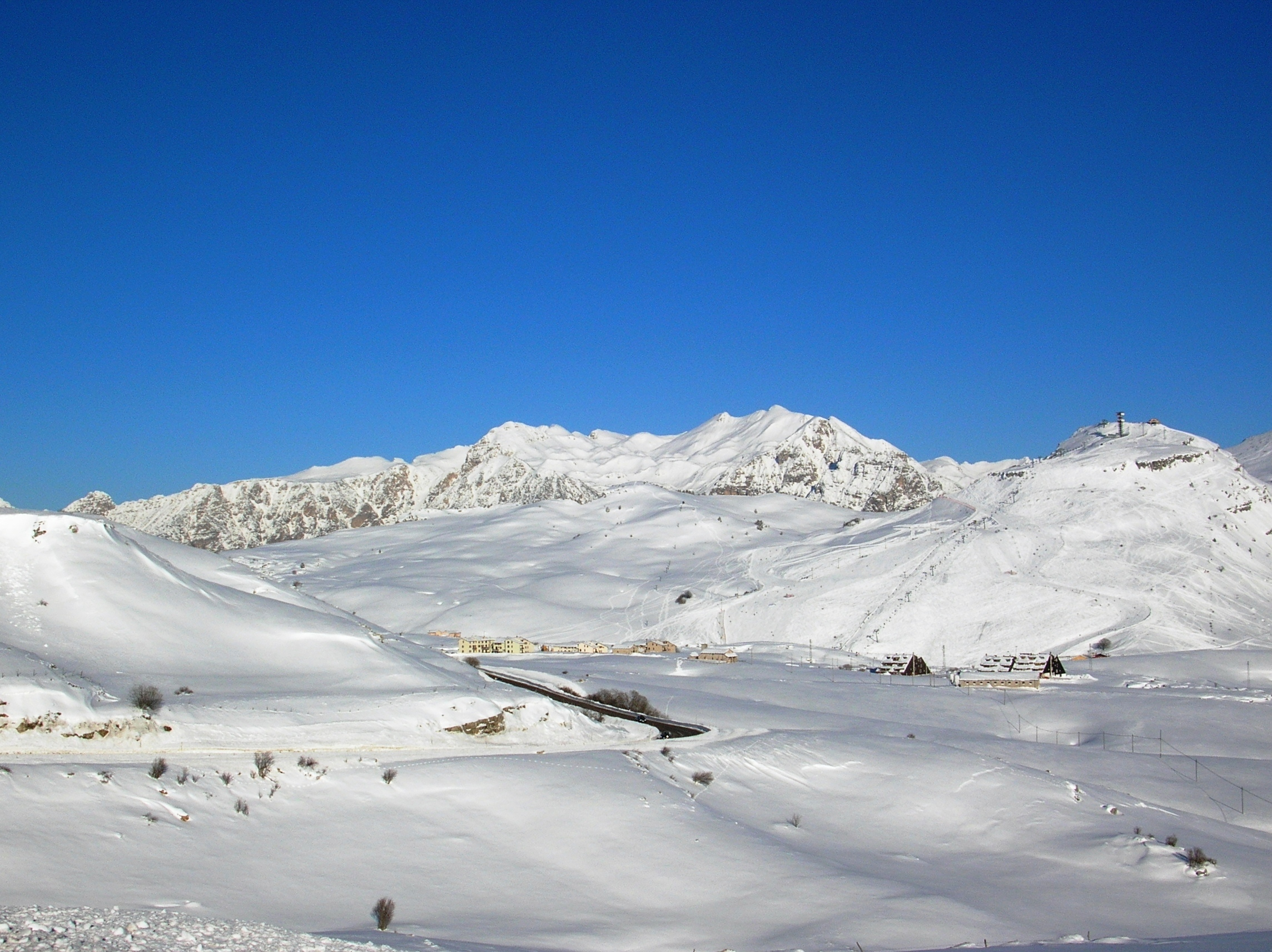
Veduta invernale dei monti lessini, nelle prealpi venete

La SOIUSA individua il limite naturale tra la catena alpina propriamente detta e la fascia prealpina, posta a sud rispetto ad essa, nella cosiddetta Linea Insubrica, un sistema pressoché continuo di fratture che, partendo dalla zona a nord di Biella e proseguendo in direzione nord-est taglia longitudinalmente il sistema alpino dividendo la catena alpina principale dalle Alpi Sud-orientali (dette anche Alpi calcaree meridionali).
Secondo la SOIUSA le Prealpi sono divise in sezioni, ognuna delle quali appartiene a un settore del sistema alpino:
- Alpi Nord-occidentali
  - Prealpi Luganesi (Prealpi lombarde occidentali o Prealpi Varesine e Prealpi Comasche nella classificazione tradizionale)
- Alpi Sud-orientali
  - Prealpi Bergamasche (Prealpi lombarde centrali)
  - Prealpi Bresciane e Gardesane (Prealpi lombarde orientali)
  - Prealpi Venete (Prealpi Veronesi, Prealpi Vicentine e Prealpi Bellunesi)
  - Prealpi Carniche
  - Prealpi Giulie